# Popowia beddomeana
Popowia beddomeana är en kirimojaväxtart som beskrevs av Joseph Dalton Hooker och Thomas Thomson. Popowia beddomeana ingår i släktet Popowia och familjen kirimojaväxter. IUCN kategoriserar arten globalt som starkt hotad. Inga underarter finns listade i Catalogue of Life.